# Michelle Paverová
Michelle Paverová (* 7. září 1960, Malawi) je anglická spisovatelka a vystudovaná biochemička.

## Životopis
Michelle Paverová se narodila v Lilongwe, hlavním městě afrického státu Malawi (někdejší britská kolonie Ňasko). Spolu s rodiči, belgickou matkou a anglickým novinářem, se po vyhlášení nezávislosti země v roce 1964 vrátila do Londýna, konkrétně do londýnské čtvrti Wimbledon, kde vyrůstala. Vystudovala biochemii na univerzitě v Oxfordu, poté působila ve firmě zaměřené na patentové právo.
Přestože bylo její zaměstnání výnosné, rozhodla se z firmy odejít a splnit si dětský sen - stát se spisovatelkou.

## Literární dílo
Autorku ovlivnilo už v dětství vyprávění chův o mýtech starodávných kmenů. Ve svých dílech se snažila zobrazit život prehistorických lovců z dob, kdy sever Evropy pokrýval mohutný ledovec. Aby její knihy působily co nejdůvěryhodněji, chtěla Michelle Paverová věrně popsat prostředí, v němž se děj odehrává. Procestovala tedy skandinávské fjordy, horstva Kanady, Jižní Ameriky či Karpat, v nichž čelila nástrahám nástrahám drsné přírody, kterou poté zobrazila ve svých dílech. Mnohé z nich patří k vrcholům současné britské literatury pro děti a mládež.
Největším dosavadním literárním úspěchem Paverové je cyklus Letopisy z hlubin věků, započatý roku 2004 románem Bratr vlk. https://web.archive.org/web/20161031212528/http://citarny.cz/index.php/nove-knihy/knihy-mladez/beletrie-mladez/117-paver-letopisy-z-hlubin-veku
Šestisvazkový seriál zobrazuje živobytí i představy pravěkých lovců na pozadí osudů chlapce Toraka. Získal řadu ocenění, byl přeložen do 45 jazyků. Režisér sir Ridley Scott si zakoupil práva na filmovou adaptaci Torakova příběhu.
- Bez milosti (Without Charity), 2000. Autorčin literární debut, romance pro dospělé.
- Místečko v horách (A Place in the Hills), 2001. Romance pro dospělé.
- Dcery ráje (Daughters of Eden), fantasy trilogie zahrnující knihy Krotitelka stínů (The Shadow Catcher),2002, Zimniční vrch (Fever Hill), 2004 a Hadí zub (The Serpent's Tooth), 2005.
- šestidílný cyklus Letopisy z hlubin věků: Bratr vlk (2005), Toulavý duch (2006), Pojídač duší (2006), Vyhnanec klanů (2008), Zrádce přísahy (2009), Lovec duchů (2010) - jsou zde uvedené roky vydání v ČR, v Anglii vyšly většinou o rok dříve. Cyklus přeložila Jana Jašová.
- Kroky v temnotě (Dark Matter: A Ghost Story), 2010. V ČR vydaná roku 2012. Duchařský retro příběh zobrazující kruté krásy severské přírody Překlad: Alena Bezděková.
- pětidílná sci-fi sága Bohové a válečníci (Gods and Warriors), 2012. V ČR vyšly zatím dva díly: 1. Ostrov Bohyně (2012), 2. Hořící stín.